# Kolt
Kolt er en bydel tilhørende Aarhus, beliggende ca. 9 kilometer sydvest for Aarhus C. Kolt er i praksis vokset sammen med Hasselager.

## Historie
Kolt (tidligere også stavet "Koldt") var oprindelig en landsby. Kolt landsby bestod i 1682 af 6 gårde og 2 huse med jord. Det samlede dyrkede areal udgjorde 271,6 tønder land skyldsat til 40,90 tønder hartkorn. Dyrkningsformen var tovangsbrug med rotationen 4/4 + 1 vang sås årligt.
Kolt lå hverken ved landevej og heller ikke ved jernbane, så bebyggelsen opretholdt sit præg af landsby helt op til kommunalreformen i 1970. Ved denne kom Kolt med i Århus Kommune, der allerede i 1966 havde lavet et udspil til byudvikling, Egnsplan for Århus-egnen, som også inddrog Kolt. Det var forudset, at der skulle udvikles et samlet byområde i tilknytning til jernbanen (station ved Hasselager) og landevejen mod Skanderborg og med en planlagt ny motorvej mod vest. Disse planer blev siden i det store og hele fulgt.